# هلمز بیچ (فلوریدا)
هلمز بیچ (به انگلیسی: Holmes Beach) شهری در شهرستان ماناتی ایالت فلوریدا است که در سال ۱۹۵۰ بنیان‌گذاری شده‌است. این شهر طبق سرشماری سال ۲۰۱۰ میلادی، ۳٬۸۳۶ نفر جمعیت داشته و مساحت آن نیز ۴٫۵ کیلومتر مربع است.